# Auracle
Auracle war eine amerikanische Fusionband, die von 1977 bis 1979 existierte. Das Sextett veröffentlichte zwei Alben bei Chrysalis Records.

## Geschichte
Die Mitglieder der Band hatten sich während des Studiums an der Eastman School of Music kennengelernt. Auracle beeindruckte auf dem Notre Dame Collegiate Jazz Festival und erhielt einen Plattenvertrag beim Label Chrysalis, das eigentlich stark auf Prog Rock orientiert war. Als Produzent für das erste Album, Glider (1978), wurde mit Teo Macero ein erfahrener Produzent gewonnen. Die Musik des Albums mit seinen komplexen Eigenkompositionen, dem energetischen Spiel und den Vibraphonsounds ist eigenständig, erinnert aber auch an Frank Zappa und Return to Forever. Das zweite Album, City Slickers (1979), war popaffiner angelegt und machte Zugeständnisse an den Discosound. Beide Alben wurden von der Kritik gut besprochen. Die Band tourte auch in Europa. Ein Teil der Musiker, zuerst 1979 John Serry, an dessen Stelle Biff Hannon trat, startete Solokarrieren. Ein drittes Album, das 1982 beim MCA-Label Headfirst erscheinen sollte, wurde nicht realisiert.